# ジョムソン空港

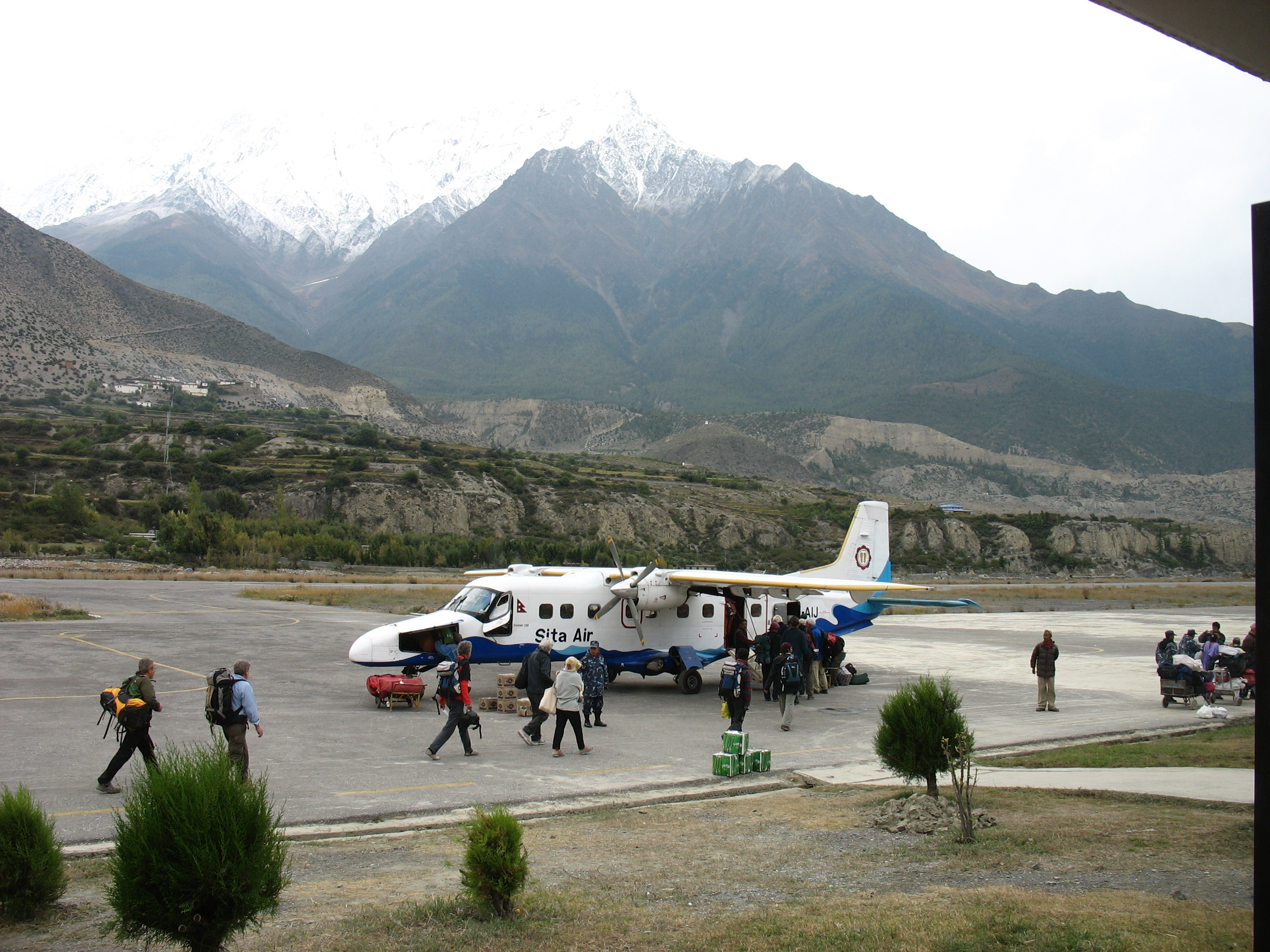
ジョムソン空港で乗客を乗せるシーター・エア機（ドルニエ 228、2008年10月8日）

ジョムソン空港(英語：Jomsom Airport)(ネパール語：जोमसोम विमानस्थल)(IATAコード：JMO、ICAOコード：VNJS)は、ネパール中部のガンダキ州のムスタン郡のジョムソンに設置された空港。
巡礼地としてネパールやインドで人気の高いムクチナト寺院への入り口として役割を果たしている。また東部のルクラ（テンジン・ヒラリー空港）とともにヒマラヤ観光の拠点の1つであり、山岳地帯をトレッキングするために訪れる観光客も増加している。一方で周辺を険しい山に囲まれ、世界で最も危険な飛行場の1つとしても認知されている。
空港は標高2682mの地点に設置され、06/24と呼ばれるアスファルト舗装の滑走路が1つだけ設けられている。この滑走路の長さは531m、幅は19mである。

## 就航路線
| 航空会社       | 目的地             |
| -------------- | ------------------ |
| アグニ航空     | ポカラ             |
| ゴルカ航空     | ポカラ             |
| ネパール航空   | カトマンズ、ポカラ |
| シーター・エア | ポカラ             |
| タラ航空       | ポカラ             |

## 事故
ジョムソン空港を含めたネパールの空港では、険しい周辺の地形、高地特有の不安定な気流、手狭な空港の設備といった悪条件が重なり、航空事故が多発している。
2012年5月14日、アグニ航空のドルニエ 228がジョムソン空港へ着陸を試みて墜落し、乗員乗客21人中15人が死亡した。犠牲者の中にはインドの子役女優タルニ・サチデブが含まれていた。
2013年5月16日、ポカラから飛び立ったネパール航空の小型チャーター機がジョムソン空港に着陸した際に滑走路をオーバーランした。事故機は近くを流れる川に突っ込み、乗員乗客21名のうち複数名が骨を折るなどの重軽傷を負った。乗客の中の8人はヒマラヤ山系のトレッキングに訪れていた日本人観光客のグループであった。ネパール航空は強風と機体の不具合が事故の原因だと説明しており、空港周辺の気流が安定せずに強風にあおられたと考えられている。